# Tüləküvan
Tüləküvan è un comune dell'Azerbaigian situato nel distretto di Astara. Conta una popolazione di 1 296 abitanti.